# 부르세라
부르세라(일본어: ブルセラ 부루세라[*])는 블루머와 세일러복의 혼성어다.
고도경제성장에서 20세기말까지 일본의 학교교육기관에서 체육 수업용으로 많이 채택되었던 블루머(일본어: ブルマー 부루마[*])를 의미하는 부르(ブル)와 학교교육기관에서 교육으로 채택되던 세일러복(일본어: セーラー服 세라후쿠[*])를 의미하는 세라(セラ)를 단순히 합친 혼성어지만, 교육 현장에서는 사용되지 않고, 속어로서 성질이 강하다. 『 열혈투고 』라는 잡지(1985년 창간)에 창간호에 게재된 "월간 블루 세일러 신문"이라는 연재 기사가 뿌리이다.
1990년대에 성인잡지 그리비아의 의상으로도 블루머와 세일러복은 많이 사용되기 시작했다. 또한 중고 교복을 취급하는 부르세라숍도 전국에 개업했다.
부르세라가 사회현상이 된 1990년대에는, 블루머나 루즈 삭스가 여고생의 상징적 아이템이 되기도 했고 21세기에 들어간 오늘도 코스프레나 패션 등에서 사용되고 있다.

## 부르세라숍
부르세라숍은 여고생의 중고 교육이나 체육복, 양말 등을 취급하는 점포이다. 이 가게는 단지 교복을 판매하는 교복 판매점이나 체육복 등을 판매하는 스포츠 용품점과는 다르다. 재고의 교복 등은 유통업자 등으로부터 구입 외 여고생과 졸업생으로부터 직접 사들였고, 이를 주로 남성 손님에게 팔아 이익을 얻는다. AV제작 회사나 음식점 등이 여고생 교복을 조달하는 데 이용하기도 한다.

### 판매되는 물건
통상, 이하와 같은 착용이 끝난 의류이다.
- '부르세라'의 어원인 블루머나 세일러복뿐만 아니라, 체조복이나 블레이저의 교복이나, 수영 수업에서 사용되는 학교 수영복(하이레그형 수영복 포함)·수영복 이너가 판매된다.
- 또한, 학교 교육 기관에서 사용되는 의류뿐 아니라, 일상 생활에서 여자 중고교생이 입는 팬티, 브래지어 등 속옷(분뇨 등의 얼룩이 묻음)이나, 루즈 삭스 등 양말 운동화와 실내화 등 구두, 평상복이나 외출복 등의 의류도 판매된다. 또한 의류에서도 착용 후가 아닌 것이 판매되는 경우도 있다.

### 법적 규제
1993년 8월 경시청은 처음으로 부르세라숍을 적발했다. 혐의는 고물영업법 및 직업안 법 위반. 비디오에 출연하던 소녀 110명도 보도되었다.
부르세라가 사회 현상이 됐으나 이 시점에서 18세 미만의 속옷 매매를 직접 규제하는 법령은 없었기 때문에, 다른 기존 법률을 적용하고 적발됐다. 또한 공간에서 가게 안에서 들에게 직접 판매할 경우, 가게는 "장소를 제공 할 뿐"이기 때문에 고물영업법의 적용은 못한다.
부르세라숍 자체에 법령으로 대처하기 위한 대도시권의 지자체들은 18세 미만 청소년들이 착용했던 속옷 등(자치체에 따라서는 수영복, 침, 분뇨, 체모 등도 대상으로, 또 청소년이 착용 후에 해당한다고 한 속옷 등도 대상으로 하고 있다)을 매수·매각 수탁 매각 알선을 금지하고 위반자에 형사 처벌을 규정하도록 『 청소년 보호 육성 조례』를 개정했다. 도쿄에서는 2004년 3월 31일 "도쿄도 청소년의 건전 육성에 관한 조례"에 부르세라 규제의 문구가 담겨, 2004년 6월 시행. 18세 미만의 소녀이 매장에서 직접 벗은 속옷, 침 등을 제공하는 " 생세라"로 불리는 영업 형태가 문제시되던 것도 배경에 있다.
이에 의한 대도시권에서 18세 미만의 인물이 속옷을 중고 상공인에 반입 사들이겠다는 것이 어려워지자, 18세 미만이 착용된 속옷에 얽힌 브르 세라 숍은 쇠퇴했다.

## 같이 보기
- 판치라
- 절대영역
- AV 여배우
- 코스프레계 음식점
- 호스트클럽
- 메이드 카페
- 헨타이
- 갸루